# Margaritha Colonna
Margaritha Colonna (Rome, ? – aldaar, 20 september 1284) was een non van de orde van clarissen en lid van de invloedrijke, Romeinse Colonna familie. In 1847 werd zij door paus Pius IX zalig verklaard. Haar feestdag is 30 december.

## Biografie
Margaritha was de dochter van Giordano Colonna en Francesca Conti. Door de vroege dood van haar ouders werd zij voornamelijk opgevoed door haar twee broers. Een van hen, Giacomo, werd in 1278 door paus Nicolaas V tot kardinaal gecreëerd.
Hoewel Margaritha op jonge leeftijd ten huwelijk werd gevraagd door de magistraat van Rome, verzette zij zich daartegen met succes en trok zich terug in retraite in het kasteel te Palestrina. Hier besteedde zij haar tijd aan de zorg voor de armen. Mede onder invloed van haar broer Giacomo was zij in staat een gemeenschap van de Clarissen in Palestrina op te richten.
Margaritha Colonna overleed op 20 september 1284. Na haar dood werd de geloofsgemeenschap verplaatst naar het klooster bij de San Silvestro in Capite. Na verdreven te zijn door de Italiaanse regering, vestigde de gemeenschap zich uiteindelijk in het klooster bij de Santa Cecilia in Trastevere, waar zich momenteel ook het stoffelijk overschot van Margaritha Colonna bevindt.